# Chimarrogale phaeura
Chimarrogale phaeura е вид бозайник от семейство Земеровкови (Soricidae). Видът е застрашен от изчезване.

## Разпространение
Разпространен е в Малайзия (Сабах).

## Описание
На дължина достигат до 10,1 cm.
Популацията на вида е намаляваща.